# HMS 글로리 (R62)
HMS 글로리 (R62)는 영국 해군의 콜로서스급 항공모함이다. 콜로서스급은 10척이 건조되었으며, 글로리함은 2번함이다.

## 역사

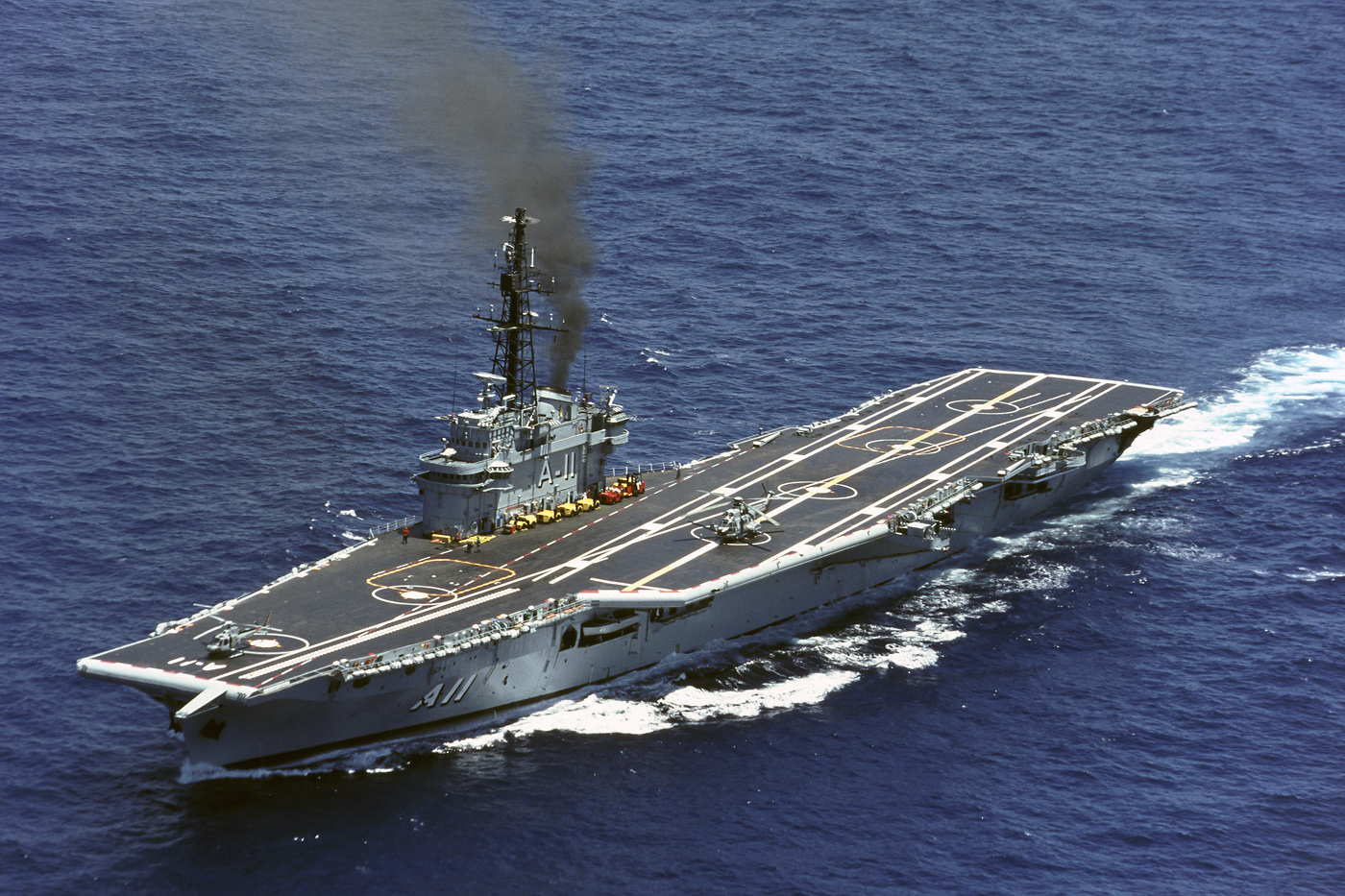
1996년 브라질에 중고로 수출된 동급 미나스제라이스 항공모함

글로리함은 영국 극동함대에 배치되어 있다가 1947년 영국으로 돌아가 예비역이 되었다. 1949년 11월 예비역에서 다시 현역 복귀했으며, 1년 후인 1950년 12월에는 완전한 임무수행 상태가 되었다.
한국전쟁에 영국 해군 항공모함은 HMS 트라이엄프 (R16), HMS 테세우스 (R64), HMS 글로리 (R62), HMS 오션 (R68) 등 5척이 참전했다.
글로리는 1951년 4월 한국에 전개되었다. 한국전쟁에는 3번 파병되었다. 첫파병은 1951년 9월에 끝났다. 그러나 1952년 5월, 1952년 11월 다시 일본으로 돌아왔다.
1956년 예비역으로 전환되었다. 1961년 스코틀랜드 인버키딩에서 폐기하기 위해 업체에 팔렸다.